# アル・カーディシーヤ・クウェート
アル・カーディシーヤSC（アラビア語: نادي القادسية الرياضي, ラテン語: Al Qadsia Sports Club）は、クウェート・ハワリ県ハワッリーを本拠地とするスポーツクラブである。1960年10月20日に設立された。サッカー以外の競技でもチームを抱えるが、本項ではサッカークラブについて記述する。

## 概要
ホームスタジアムはムハンマド・アル＝ハマド・スタジアム。
国内ではリーグ戦で17度（最多）、アミールカップで16度（最多）、クラウンプリンスカップは8度（最多）の優勝、国際戦でもAFCカップ1度、GCCチャンピオンズリーグ2度の優勝をほこる強豪チームである。

## タイトル

### 国内タイトル
- クウェート・プレミアリーグ : 17回
  - 1968-69, 1970-71, 1972-73, 1974-75, 1975-76, 1977-78, 1991-92, 1998-99, 2002-03, 2003-04, 2004-05, 2008-09, 2009-10, 2010-11, 2011-12, 2013-14, 2015-16
- アミールカップ : 16回
  - 1965, 1967, 1968, 1972, 1974, 1975, 1979, 1989, 1994, 2003, 2004, 2007, 2010, 2012, 2013, 2015
- クラウンプリンスカップ : 8回
  - 1998, 2002, 2004, 2005, 2006, 2009, 2013, 2014
- クウェートFAカップ : 4回
  - 2007, 2008-09, 2010-11, 2012-13
- クウェート・スーパーカップ : 3回[2]
  - 2009, 2011, 2013

### 国際タイトル
- AFCカップ : 1回
  - 2014
- GCCチャンピオンズリーグ : 2回[1]
  - 2000, 2005

## 現所属メンバー
注：選手の国籍表記はFIFAの定めた代表資格ルールに基づく。
| No. | Pos. |              | 選手名                       |
| --- | ---- | ------------ | ---------------------------- |
| 2   | DF   | クウェート   | ハーリド・イブラヒーム       |
| 4   | MF   | ナイジェリア | Shehu Abdullahi              |
| 6   | DF   | クウェート   | ハーリド・アル＝カフターニー |
| 7   | MF   | クウェート   | ハマド・アマーン             |
| 8   | MF   | クウェート   | サーレハ・アッ＝シェイフ     |
| 10  | FW   | クウェート   | セイフ・アル＝ハッシャーン   |
| 11  | MF   | クウェート   | ファハド・アル＝アンサーリー |
| 12  | MF   | クウェート   | スルターン・アル＝エネジー   |
| 14  | MF   | クウェート   | タラール・アル＝アーメル     |
| 15  | FW   | クウェート   | サウード・アル＝メジュメド   |
| 17  | FW   | クウェート   | バデル・アル＝ムタウワ       |
| 18  | DF   | クウェート   | アーメル・アル＝ファドル     |
| 19  | MF   | クウェート   | ナウワーフ・アル＝ムタイリー |

| No. | Pos. |            | 選手名                             |
| --- | ---- | ---------- | ---------------------------------- |
| 22  | GK   | クウェート | ナウワーフ・アル＝ハールディー     |
| 23  | GK   | クウェート | アフマド・アル＝ファドリー         |
| 25  | DF   | クウェート | ダーリー・サイード                 |
| 26  | MF   | クウェート | ムハンマド・アル＝ファハド         |
| 27  | DF   | ブラジル   | アルヴァロ・シウヴァ               |
| 28  | MF   | クウェート | ムハンマド・サナド                 |
| 31  | FW   | クロアチア | ダニール・スボティッチ             |
| 34  | DF   | クウェート | アフマド・アッ＝ゼフィーリー       |
| 35  | DF   | クウェート | サウード・アル＝アンサーリー       |
| 36  | FW   | クウェート | ハーリド・イブラヒーム             |
| 37  | DF   | クウェート | アブドッラフマーン・アル＝エネジー |
| 40  | DF   | クウェート | ファイサル・アブドッラー           |

## 歴代所属選手
- ファイサル・アッ＝ダヒール 1973-1989
- アジエル 2005
- タラール・ユーセフ 2007-2008
- カレカ 2011
- オマル・アッ＝ソーマ 2011-2014
- セイフ・アル＝ハッシャーン 2011-2015